# Orodes I
Orodes I, död 77 f.Kr., var kung av Partherriket mellan 80 och 77 f.Kr. Han tillhörde arsakidernas dynasti. 